# Virk
Virk er en offentlig webportal, udviklet i samarbejde mellem de erhvervsrettede offentlige myndigheder. Siden fungerer som en digital indgang for virksomhederne til det offentlige og giver adgang til mere end 1.600 typer af indberetninger. Via portalens søgemaskine kan der desuden findes information fra de enkelte myndigheders sider.  Virk er udviklet i samarbejde mellem de offentlige myndigheder. Erhvervsstyrelsen, som er en del af Erhvervsministeriet, administrerer løsningen. Stort set alle virksomheder i Danmark benytter Virk.

## Hovedområder
Virk består af 2 hovedområder: Virk Indberet og Virk Data 

### Virk indberet
Virk indberet er virksomhedernes samlede indgang til de offentlige myndigheder. Alle erhvervsrettede selvbetjeningsløsninger fra myndigheder og kommuner findes her, og det er også her de har den digitale postkasse. Det er på Virk Indberet, virksomhederne fx indberetter moms, indsender årsregnskab, søger om refusion af sygedagpenge eller ændre virksomhedsoplysninger.  Der foretages cirka 3,5 mio. indberetningerne gennem Virk Indberet hvert år. 

### Virk Data
Virk Data fungerer som indgang til offentlige åbne data udstillet af offentlige myndigheder. Data der er gratis at bruge for alle. Her findes blandt andet Det Centrale Virksomhedsregister, også kaldet CVR. Udover Det Centrale Virksomhedsregister er det på Virk Data muligt at finde og downloade andre datasæt i rå form i datakataloget og få adgang til en markedsplads for løsninger, App Market, som baserer sig på offentlige data. For at gøre det nemmere at komme i gang med at bruge åbne offentlige data har Virk Data fået udviklet en Open Data School, som er gratis at bruge.